# Вистерия Лейн

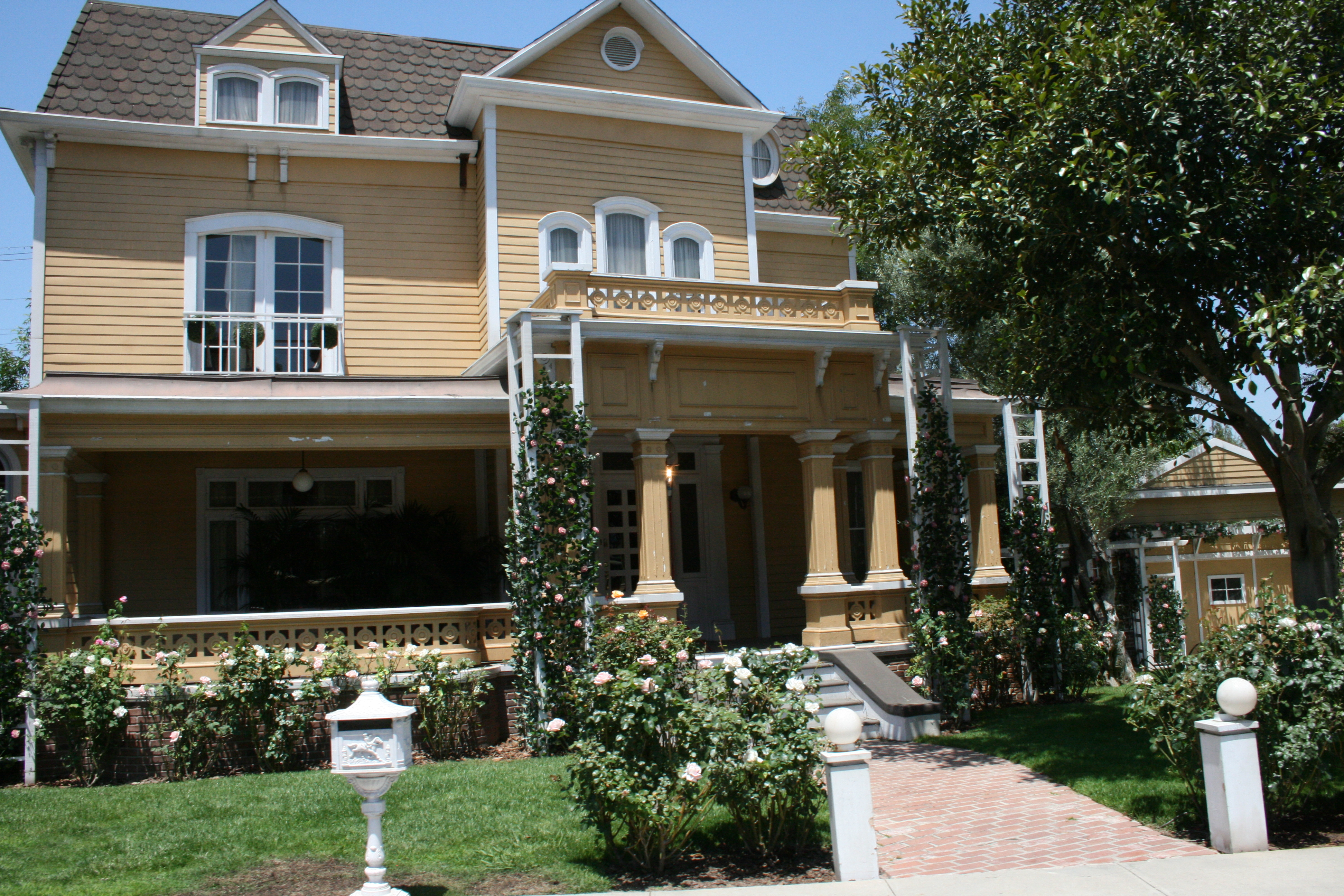
Дом Габриэль и Карлоса Солис

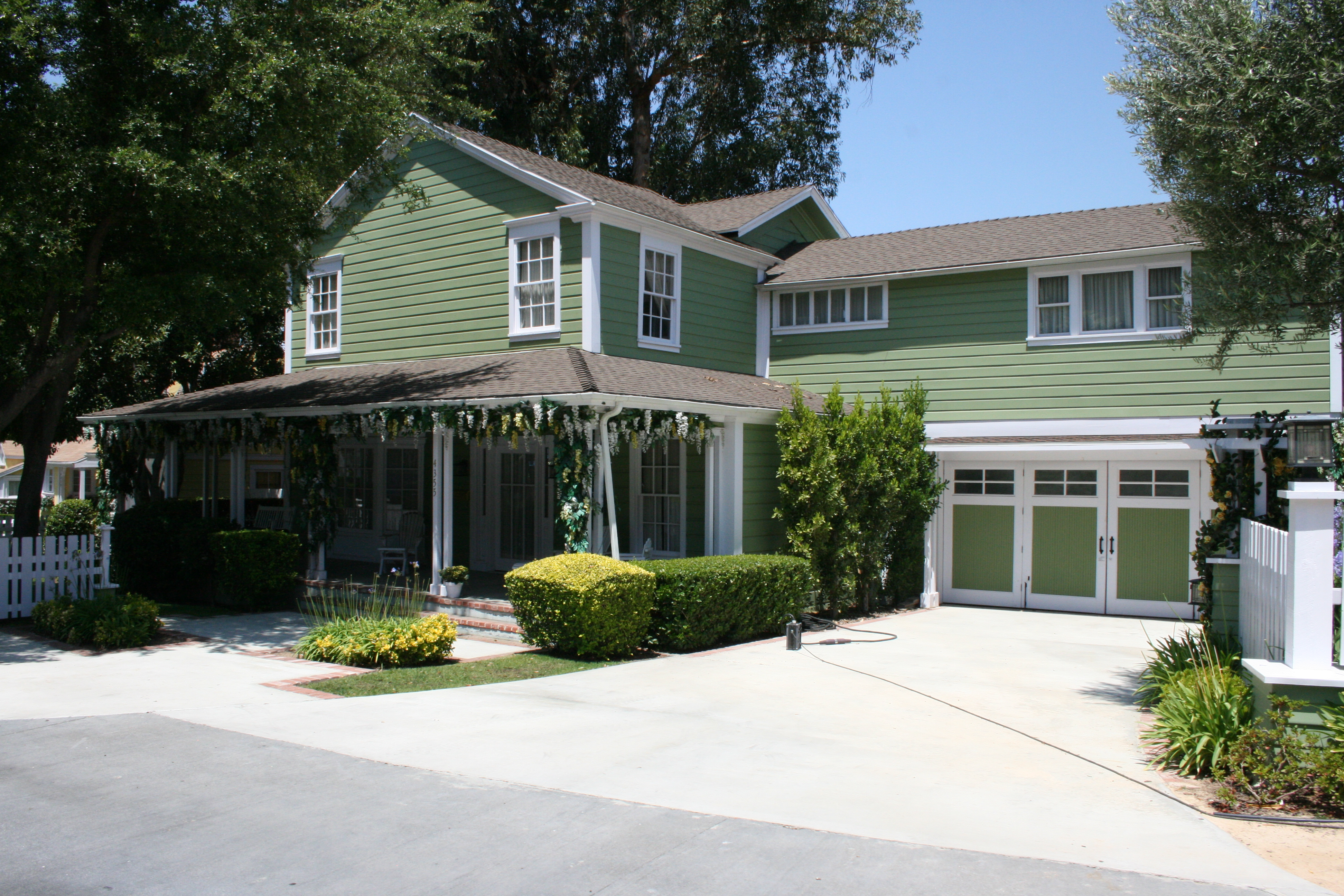
Дом семьи Скаво

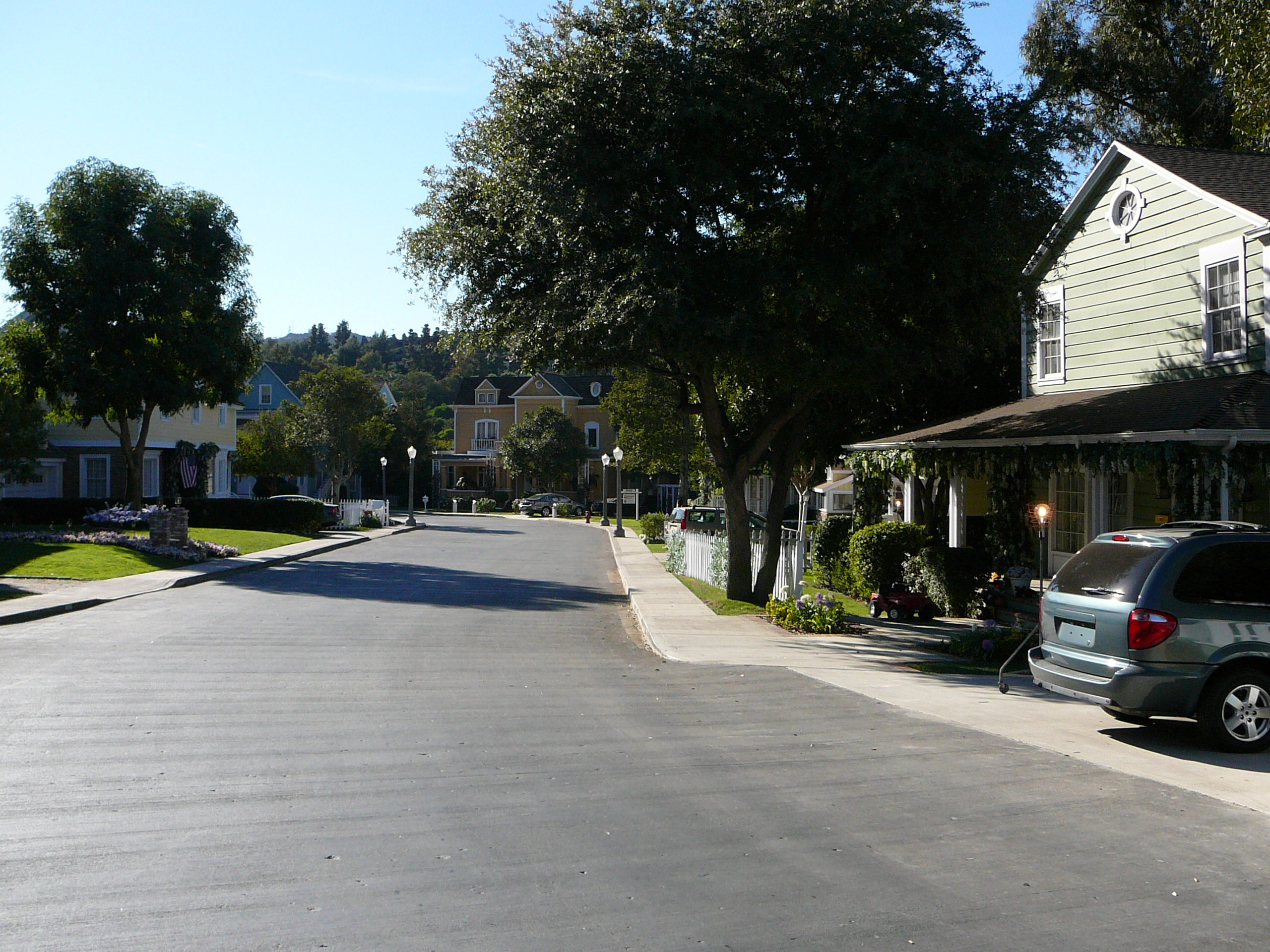
Вистерия Лейн

Висте́рия Лейн (англ. Wisteria Lane) — вымышленная улица, на которой живут герои американского сериала «Отчаянные домохозяйки». Находится в пригороде города Фэйрвью, штат Айдахо город Игл. Улица названа в честь цветов вистерия.

## Описание
Вистерия Лейн является отражением среднестатистического американского пригорода. На этой улице расположились большие комфортабельные дома с красиво подстриженными газонами и клумбами. По утрам мужья отправляются на работу и оставляют своих жён заниматься детьми и делами по дому. В центре сериала одиннадцать домов, однако, основное внимание сосредоточено только на пяти, которые принадлежат Сьюзан Майер, Линетт Скаво, Габриэль Солис, Бри Ван де Камп и Иди Бритт, затем Рене Перри. Свободное время они проводят вместе и делятся последними сплетнями о соседях.

## Обзор
Вистерия Лейн расположена на территории Universal Studios в Голливуде и фактически называется Colonial Street. Название «Вистерия Лейн» говорит о том, что это район пригородных домов, принадлежащих зажиточному среднему классу.
Улица была использована во многих фильмах и телесериалах, начиная с картины «А вот и любовь» (1946), в которой действие происходит в доме Солисов № 4349. Также улицу можно увидеть в классическом шоу «Предоставьте это Биверу», фильмах «Гремлины», "Бетховен",  «Предместье» и телесериале «Баффи — истребительница вампиров».
В 2005 году для второго сезона общий вид был значительно изменён. В первом сезоне зрители видят лишь часть улицы, а круговой разворот (англ. cul-de-sac) в самом её конце, получивший название Circle Drive среди съёмочных групп различных фильмов, остался за кадром. Позже практически все декорации и постройки были либо модернизированы, либо снесены. Среди самых примечательных изменений — снос фасада церкви, который появился в сериале «Она написала убийство», её место занял дом Иди Бритт, был построен гараж у дома Линетт Скаво, а так называемый особняк Colonial Mansion заменили парком. В фильме «Бетховен 3» (2000) зрители могут увидеть магазины и ту самую церковь, которая всё ещё находилась на своём месте — там где теперь находится разворот. Кадры начинаются с магазинов, а затем видны дома миссис Макласки, Линетт, Кэтрин, Бри, Сьюзан, Мэри Элис, Бэтти и Габи.
В данный момент на улице Colonial Street, включая разворот, находится 16 сооружений, 3 из которых находятся за пределами съёмочной площадки сериала. Ближайший дом, расположенный к постройкам, находится рядом с домом, расположенным по адресу Wisteria Lane, 4348, где расположена охрана, не пропускающая посторонних на съёмочную площадку.

## Карта

Карта Вистерия Лейн в первом сезоне

## Жители
- Дом 4346: Роуз Кемпер (5 сезон 18, 20 серия).

- Дом 4347: Айда Гринберг (1-4 сезоны), Митци Кински (6-7 сезоны).

- Дом 4349: Габриэль Солис (1-8 сезоны), Карлос Солис (1-8 сезоны), Шао-Мей (2-3 сезоны), Хуанита Солис-старшая (1 сезон), Хуанита Солис-младшая (5-8 сезоны), Селия Солис (5-8 сезоны), Анна Солис (5-6 сезоны).

- Дом 4350: Марта Хьюберт (1 сезон), Фелиция Тилман (1-2 сезоны), Алекс Коминис (5-7 сезоны), Эндрю Ван де Камп (5-7 Сезоны).

- Дом 4351: Мистер и миссис Эдвин Маллинз (1 сезон), Бетти Эпплвайт (1-2 сезоны), Мэттью Эпплвайт (1-2 сезоны), Калеб Эпплвайт (1-2 сезоны), Альма Ходж (3 сезон), Боб и Ли (4-8 сезоны).

- Дом 4352: Мэри Элис (1 сезон), Пол Янг (1-, сезоны), Зак Янг (1-2 сезоны), Арт Шепард (3 сезон), Ребекка Шепард (3 сезон), Майк Дельфино (5 сезон), Энджи Боулен (6 сезон), Ник Боулен (6 сезон), Денни Боулен (6 сезон).

- Дом 4353: Сьюзан Майер (1-6, 8 сезоны), Джули Майер (1-6 сезоны), Майк Дельфино (4-6, 8 сезоны), М-Джей (Мэйнард Джеймс) Дельфино (4-6, 8 сезоны), Пол Янг (7 сезон), Бет Янг (7 сезон).

- Дом 4354: Бри Ван де Камп (1-8 сезоны), Рекс Ван де Камп (1 сезон), Эндрю Ван де Камп (1-6 сезоны), Даниэль Ван де Камп (1-4 сезоны), Орсон Ходж (3-6 сезоны), Глория Ходж (3 сезон), Бенджамин Ходж (4 сезон).

- Дом 4355: Линетт Скаво (1-8 сезоны), Том Скаво (1-7 сезоны), Портер Скаво (1-7 сезоны), Престон Скаво (1-7 сезоны), Паркер Скаво (1-8 сезоны), Пенни Скаво (1-8 сезоны), Стелла Уингфилд (4 сезон), Пейдж Скаво (7-8 сезоны), Кайла Хантингтон (3-4 сезоны), Эдди Орлофски (6 сезон).

- Дом 4356: Майк Дельфино (1-3 сезоны), Карлос Солис (3 сезон), Кэтрин Мейфеир (4-6 сезоны), Адам Мейфеир (4 сезон), Дилан Мейфеир (4 сезон) Бен Фокнер (8 сезон).

- Дом 4358: Карен Макласки (1-8 сезоны).

- Дом 4362: Иди Бритт (1-5 сезоны), Карл Майер (2 сезон), Остин Маккенн (3 сезон), Тревис Маклайн (3 сезон), Карлос Солис (3-4 сезоны), Дейв Уильямс/Девид Дэш (5 сезон), Рене Перри (7-8 сезоны).